# Presidente-director general
El presidente-director general o  P.-D.G. o pdg (también muy utilizado en Francia, président-directeur général, con las mismas abreviaciones y el mismo significado), es el dirigente de más alto rango en una sociedad anónima (SA) que funciona en un sistema monista, o sea, con un consejo de administración y en ausencia de consejo de supervisión o comité de supervisión o similar. En una sociedad anónima, el presidente-director general acumula las funciones de Presidente del Consejo de Administración y de director general (DG), ejerciendo las mismas bajo control de la asamblea general conformada por el consejo de administración y los accionistas.
A veces, y según sea el tamaño, el capital, y el giro de la sociedad, estas dos funciones son ejercidas o bien por una sola persona, o bien por dos personas distintas, en algunos casos ambas reunidas incluso bajo una jefatura común. Esta posible acumulación de funciones en una sola persona no siempre se implementa por economía, sino a veces también para concentrar en el PDG poderes de mando y resolución más extendidos, pues en este caso se tendría que :  
- en su condición de director general, el PDG aseguraría la dirección operacional de la sociedad ;
- en su condición de presidente del consejo de administración, el PDG supervisaría la implantación de las grandes orientaciones en la dirección de la sociedad.

El PDG dispone de poder suficiente como para comprometer a la sociedad en su relacionamiento con terceros, defendiendo los intereses de la sociedad, y con los límites establecidos por sus propios estatutos y por la ley.

## Historia
En Francia, la creación del cargo de PDG se remonta al llamado Régimen de Vichy, el que reformó la ley de 1867 sobre el funcionamiento de las sociedades anónimas, reforzando la responsabilidad personal de los integrantes del consejo de administración (ley del 18 de septiembre de 1940), y en especial creando la función de presidente-director general (PDG), que aseguraba la autoridad en la organización empresarial, mezclando y unificando las funciones de control con las funciones de dirección general, y desplazando a los anteriores presidentes del consejo a un rol usualmente honorífico (leyes del 16 de noviembre de 1940 y del 4 de marzo de 1943). El PDG obligatoriamente debía ser una persona física, habiéndolo declarado « comerciante », y por tanto pecuniariamente responsable (ley de noviembre de 1940).

## Nominación y revocación del pdg en Francia
Al consejo de administración le compete nombrar y en su momento revocar al PDG, cargo que es revocable ad nutum, es decir, en todo momento y sin explicación de motivos.
De todas maneras, la jurisprudencia en ciertas circunstancias acuerda una indemnización en beneficio del PDG revocado abusivamente.
La prerrogativa de revocación ad nutum reconocida al consejo de administración, a veces es atenuada por la cláusula llamada « parachute doré », o incluso, en el propio contrato establecido entre la sociedad y su PDG, con frecuencia se contempla un derecho automático a una indemnización en caso de revocación.

## Los textos legales
Depuis la loi Nouvelle régulation économique (NRE) de 2001, le C Coveñasode de commerce distingue deux fonctihons (qui peuvent être, El tpar une seule personne), :
- le directeur général (art. L. 225-56 I) : « le directeur général est investi des pouvoirs les plus étendus pour agir en toute circonstance au nom de la société. Il exerce ces pouvoirs dans la limite de l'objet social et sous réserve de ceux que la loi attribue expressément aux assemblées d'actionnaires et au conseil d'administration » ;

- le président du Conseil d'administration (art. L. 225-51) : « le président du conseil d'administration représente le conseil d'administration. Il organise et dirige les travaux de celui-ci, dont il rend compte à l'assemblée générale. Il veille au bon fonctionnement des organes de la société et s'assure, en particulier, que les administrateurs sont en mesure de remplir leur mission ».

L'art. 225-56 II précise que : « en accord avec le directeur général, le conseil d'administration détermine l'étendue et la durée des pouvoirs conférés aux directeurs généraux délégués ».